# Gwendoline Didier
Pour les articles homonymes, voir Didier.
Gwendoline Didier (née le 10 mars 1986 à Enghien-les-Bains en Île-de-France) est une patineuse artistique française qui a été championne de France 2008. Elle n'a aucun lien de parenté avec la patineuse de la même génération Candice Didier.

## Biographie

### Carrière sportive

#### Enfance et débuts
Gwendoline Didier commence la gymnastique à l'âge de quatre ans, puis le patinage artistique à Asnières-sur-Seine. Elle intègre rapidement un programme sport-étude.
Lors de la saison 2002/2003, elle participe pour la première fois à des championnats de France élites, à Asnières-sur-Seine, et prend la 11e place. Elle devient également vice-championne de France junior. À partir de 2003, elle patine à Courbevoie et est entraînée par Patrice Paillarès.
La saison suivante, en 2003/2004, elle monte sur le podium des championnats de France 2004 à Briançon, derrière Candice Didier et Anne-Sophie Calvez. En février/ mars 2004, elle est sélectionnée pour participer aux championnats du monde junior à La Haye où elle se classe 20e. Elle obtient ensuite le titre de championne de France junior.
À partir de 2004, elle se blesse plusieurs fois et ses résultats en sont affectés. En 2004/2005, elle prend la 13e place des championnats de France à Rennes et est vice-championne de France junior, perdant son titre. En 2005/2006, elle déclare forfait pour les championnats de France à Besançon. En 2006/2007, elle choisit l'ancien patineur Stanick Jeannette pour être son chorégraphe et prend la 7e place lors des championnats de France à Orléans.

#### Saison 2007/2008
Gwendoline Didier se faire connaître auprès du grand public en remportant les masters à Courbevoie en septembre et en participant pour la première fois au Trophée de France de novembre, où elle se classe huitième. En décembre, elle remporte les Championnats de France devant Chloé Depouilly,. Qualifiée pour la première fois aux championnats d'Europe de janvier 2008, organisés à Zagreb, elle arrive vingt-sixième.
La Fédération française des sports de glace décide de ne pas la sélectionner pour les championnats du monde de mars 2008 à Göteborg et d'envoyer Candice Didier à la place. Elle saisit le tribunal administratif de Cergy, ce qui pousse la fédération à organiser une nouvelle sélection entre les deux patineuses. La fédération choisit à nouveau Candice Didier et le tribunal se déclare incompétent pour régler le litige.

#### Saison 2008/2009

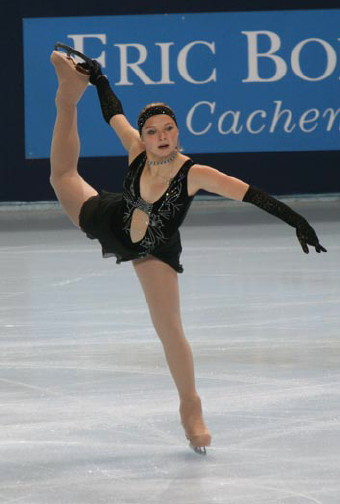
Une spirale lors du Trophée Bompard en 2008

Après une troisième place aux Masters de patinage en septembre, elle participe au Trophée Bompard en novembre, où elle prend la dernière place. Le mois suivant, aux championnats de France 2009 à Colmar, elle finit quatrième. Cette place l'élimine des compétitions mondiales annuelles.
Elle participe néanmoins en avril 2009 au Trophée mondial par équipes. Classée onzième chez les Dames, elle apporte deux points à l'équipe de France qui prend la quatrième place à la fin de la compétition derrière les États-Unis, le Canada et le Japon.

#### Saison 2009/2010
Elle remporte les masters de patinage en septembre, puis part pour le Trophée Nebelhorn en Allemagne pour remplacer Candice Didier qui est blessée. En arrivant seizième, elle ne parvient pas à assurer une place pour les Françaises aux Jeux olympiques. Le mois suivant, elle arrive neuvième et avant-dernière du Trophée Bompard.
En décembre, aux championnats de France à Marseille, elle arrive troisième derrière Léna Marrocco et Maé-Bérénice Meité. Ces dernières n'ayant pas l'âge pour aller aux championnats d'Europe de janvier 2010 à Tallinn, Gwendoline est la participante la plus probable, mais la fédération décide de ne pas se rendre à la compétition.
Deux mois plus tard, elle se qualifie pour les championnats du monde de mars 2010 à Turin. Au cours du programme court, elle chute par deux fois sur un double Axel et un triple boucle piqué. Elle n'obtient que 29.32 points pour sa prestation et finit à la 45e place.

## Palmarès
| Compétition/Saison            | 2003    | 2004    | 2005    | 2006    | 2007    | 2008    | 2009    | 2010    |  |  |  |  |  |  |
| Jeux olympiques d'hiver       |         |         |         |         |         |         |         |         |  |  |  |  |  |  |
| Championnats du monde         |         |         |         |         |         |         |         | 45e     |  |  |  |  |  |  |
| Championnats d'Europe         |         |         |         |         |         | 26e     |         |         |  |  |  |  |  |  |
| Championnats de France        | 7e      | 3e      | 11e     | F       | 7e      | 1re     | 4e      | 3e      |  |  |  |  |  |  |
| Championnats du monde juniors |         | 20e     |         |         |         |         |         |         |  |  |  |  |  |  |
|                               |         |         |         |         |         |         |         |         |  |  |  |  |  |  |
| Grand Prix ISU                | 2002/03 | 2003/04 | 2004/05 | 2005/06 | 2006/07 | 2007/08 | 2008/09 | 2009/10 |  |  |  |  |  |  |
| Trophée de France             |         |         |         |         |         | 8e      | 10e     | 9e      |  |  |  |  |  |  |
| Légende : F= Forfait          |         |         |         |         |         |         |         |         |  |  |  |  |  |  |